# Гаричев, Дмитрий Николаевич
Дмитрий Николаевич Гаричев (род. 18 ноября 1987, Ногинск) — российский поэт и прозаик.

## Биография
Окончил Московский лингвистический университет, работает переводчиком.
В 2019 году принял участие в «Своей игре», где занял второе место.
Стихи и проза публиковались в журналах «Воздух», «Лиterraтура», «Цирк „Олимп“+TV», «Знамя», Homo Legens, «Волга», в интернет-изданиях «Полутона», Stenograme, «Артикуляция», «Парадигма», «Флаги» и др.

## Особенности творчества
По мнению Льва Оборина, Гаричев продолжает в русской поэзии линию, восходящую к Борису Поплавскому через поэтов группы «Московское время»: в стихах этой линии «тревожность и отчаяние здесь спрятаны глубоко под стоицизмом, отдельные слова весят много и упакованы плотно».
Одно из центральных мест в поэтике Дмитрия Гаричева занимает мотив войны, который является, по мнению Дениса Ларионова, репрезентантом «исторического процесса, в который хочет попасть лирический субъект Гаричева, который реконструирует мировоззрение фронтовых поэтов».
Но в текстах Гаричева нередко слышен и меланхолический голос обездоленных, их жалобы, сетования, инвективы: так говорят те, кого смерть оставила в прошлом. В случае Гаричева этим прошлым являются поздние 1980-е – ранние 1990-е гг., которые предстают здесь историей унижений, ареной военных действий, склеившей образы, принадлежащие как русскому средневековью (стихотворение «margaret»), так и событиям из ленты новостей («русскую школу отжали, но прилежащее к ней…»).
Также особой спецификой в поэзии Гаричева обладает так называемый «московский текст». Доктор филологических наук, профессор РГГУ Е. И. Зейферт пишет: «В его стихах преобладает не лицо, а изнанка Москвы. Это взгляд с границы, окраины, словно облучающий собой столицу. Для восприятия Москвы зачастую важно близкое или далёкое расстояние региона наблюдателя от столицы».
За книгу «Мальчики» удостоился премии Андрея Белого в 2020 году. По мнению члена жюри премии Марии Фаликман «в дебютной повести писателя сошлись разные традиции письма, от Чехова до Голдинга, а исключительная насыщенность авторской манеры заставляет видеть в книге Гаричева и разросшееся до повести стихотворение, и сжатый в повесть многотомный роман».

## Книги
- После всех собак. — М.: Книжное обозрение (АРГО-РИСК), 2018. — 48 с. — Книжный проект журнала «Воздух», вып. 85.
- Мальчики. — СПб.: Jaromír Hladík press, 2020. — 136 с.
- Сказки для мёртвых детей. — СПб.: Князев и Мисюк, 2020. — 152 с.
- Lakinsk Project. — М.: Новое литературное обозрение, 2023. — 200 с.

## Награды и признание
- Малая премия «Московский счёт» (2019) за книгу «После всех собак»[7]
- Премия Андрея Белого (2020) в номинации «Проза» за повесть «Мальчики»[8][6]